# Филип Фридрих фон Бройнер (епископ)
Филип Фридрих фон Бройнер (на немски: Philipp Friedrich von Breuner; * 6 септември 1597, Рааб, Унгария; † 22 май 1669, Виена) е фрайхер и граф от род Бройнер, католически вай-епископ на Оломоуц (1630 – 1635/1639) в Чехия и княжески епископ на Виена (1639 – 1669).

## Живот
Той е син на дворцовия военен съветник Ханс Бройнер фон Щюбинг/Йохан Баптист „Млади“ (1570 – 1633) и съпругата му фрайин Мария Елизабет Констанца фон Харах (1576 – 1625), дъщеря на граф Леонхард V фон Харах-Рорау (1542 – 1597).
Филип Фридрих следва от 1617 до 1621 г. в Collegium Germanicum в папския университет Грегориана в Рим и завършва с докторат.
На 8 декември 1621 г. той е помазан в Николсбург за свещеник и на 9 септември 1630 г. става вай-епископ на Оломоуц. Помазан е за епископ на 5 септември 1635 г. Император Фердинанд III го прави на 5 май 1639 г. княжески епископ на Виена. Папа Урбан VIII го одобрява на 5 септември 1639 г. На 26 декември 1639 г. той е поставен в катедралата „Стефансдом“.
През 1641 г. завършва строежа на княжеския епископски палат. Построява висок олтар в Стефансдом и го освещава празнично на 19 май 1647 г. На олтара е поставен неговият мраморен герб.
Филип Фридрих фон Бройнер е погребан в „Стефансдом“ във Виена.